# السادس من أكتوبر الجديدة (مدينة)
مدينة السادس من أكتوبر الجديدة هي مدينة مصرية جديدة من مدن الجيل الرابع، تقع في محافظة الجيزة، وتتبع إدارياً لهيئة المجتمعات العمرانية الجديدة، أنشأت رئيس جمهورية مصر العربية رقم 109 لسنة 2017، وتعتبر المدينة امتداداً لمدينة السادس من أكتوبر، وتبلغ مساحتها حوالي 78500 فدان. تقع مدينة السادس من أكتوبر الجديدة على طريق الواحات من الكيلو 47 حتي الكيلو 72، يحدها من الشمال محور الضبعة، ومن الشرق طريق الواحات والطريق الدائري (الأوسطي)، ومن الجنوب طريق القاهرة - الفيوم الصحراوي، ومن الغرب الطريق الدائري (الإقليمي).

## الموقع
- مدينة 6 أكتوبر الجديدة، واحدة من المدن الجديدة بمحافظة الجيزة، تقع في موقع متميز يبدأ من الكيلو 47 حتى الكيلو 72 على طريق الواحات البحرية، بالإضافة إلى سهولة الوصول إليها من عدة مداخل رئيسية.[3]
- المدينة يحدها شمالا محور الضبعة وشرقا طريق الواحات والدائري الأوسطي وجنوبا طريق الفيوم وغربا الطريق الدائري الإقليمي.[4]

## المخطط العام
تبلغ المساحة الإجمالية للمدينة 78.5 ألف فدان، ويشمل المخطط العام للمدينة كافة الأنشطة والاستخدامات، وتضم مناطق سكنية وخدمية وصناعية وسياحية وترفيهية وتعليمية.

## الخدمات
يتم العمل على الطرق اللازمة لتضم المدينة عدد من الخدمات المختلفة مثل:
- مركز طبي.
- مولات تجارية.
- أسواق.
- سوق جملة كبير.
- مراكز شرطة.
- كنيسة.
- جامع.
- حدائق ولاند سكيب.
- مدرسة.
- وسائل نقل جيدة.

## الاقتصاد
تضم المدينة ميناء أكتوبر الجاف على مساحة 100 فدان.

## وصلات خارجية
- الصفحة الرسمية للمدينة على موقع هيئة المجتمعات العمرانية الجديدة